# ダウンタウン熱血行進曲DX
『ダウンタウン熱血行進曲DX』（ダウンタウンねっけつこうしんきょくデラックス）は、2007年にウェブドゥジャパンから配信された携帯電話アプリ用ゲーム。1990年に発売されたファミリーコンピュータ用ソフト『ダウンタウン熱血行進曲』の移植リメイク作品である。

## 概要
基本的にはファミリーコンピュータ版（以下、FC版）とほぼ遜色ない。競技も4つ全てほぼ完全に再現されているなど、携帯アプリのゲームでは比較的完成度が高い。

## FC版との違い
- 本作ではアプリ版のみの要素として隠しキャラクター（チーム）が追加されている（いずれも過去の作品に登場したキャラクターである。後述）。
- 本作の得点の記録は、携帯サイト「熱血硬派くにおくんｉ（EZ）」にデータ送信出来る。
- FC版では1人プレイの時にプログラム変更が出来なかったが、本作では可能。また各競技の1回のみのプレイも可能になった。
- FC版では1人プレイの際、各競技終了時点でチームの累計得点が1位でなければゲームオーバーになってしまうが、本作ではゲームオーバーにはならない。
- ビタミンドリンクの回復量はFC版では大小2種類あったが、本作では大回復（体力が255まで回復）しか無い。
- マジックステッキの効果は力が強くなるのみ。またはずれのステッキは存在しない。
- FC版でCPUが操作する足が遅めでジャンプ力も低めのキャラクター（ななせとわしお）は、障害部屋のトランポリンを飛び越せなかったが、本作では飛び越せるようになった。その一方で、もちづきやさわぐちなどFC版では飛び越せていたのに、本作では飛び越せなくなってしまったキャラクターもいる。
- FC版では勝ち抜き格闘でマッハ叩きを必殺技に持つキャラクター（わしおとはやさか）はビタミンドリンクを飲むことが出来なかったが、本作では飲むことが出来るようになった（上記の2人とおにたけ、しまだの計4名）。但し格闘の指輪を使って人間魚雷アタックが出来なかったり、マジックステッキを振ってパワーアップが出来ない仕様はそのまま。
- FC版にあったもりもとやこばやしなどの武器投げ覚醒の裏技は（ボタンの操作法が異なる為）存在しない。
- 熱血チームが優勝した後のくにお・やまだ・とうどうのエンディングで、「これからもダウンタウンシリーズを宜しくお願い致します」というセリフはFC版ではスタッフ一同のものだが、本作ではくにおのセリフになっている。

## 隠しチーム（キャラクター）

### 格闘チーム
『熱血格闘伝説』からの登場。チームカラーはグレー。原典ではどのキャラもコンビを組んで登場するが、チーム内での既存コンビはキャプテンのやまいしと副キャプテンのじんないのみ。応援ガールは冷峰学園放送部員の上月茜（こうづき あかね）。
やまいし：体力170・必殺技「マッハキック」
6月28日生まれ。血液型はA型。本作ではチームのキャプテンを務めており、足の速さはくにおと互角。原典では格闘家タイプで、基本パートナーはじんない。
じんない：体力130・必殺技「マッハパンチ」
6月11日生まれ。血液型はO型。本作では格闘チームの副キャプテンを務めている。HPがチーム内で最も低い。しかし、パンチが強いマーシャルアーツタイプだっただけにパンチ力があり、足の速さもくにおと互角。
原典での基本パートナーはやまいし。
あんざわ：体力180
7月3日生まれ。血液型はB型。サングラスがトレードマークであるカンフータイプ。カンフーだけあってキック力があるが、足のスピードはりきと同じ位遅く、水中の息が長続きしないと言う弱点がある。本編ではカンフータイプの「あおい」と組んで登場する。本作では髪型が携帯版に登場するカンフータイプの「くろさわ」と同じになっている。
みどう：体力240・必殺技「溜めパンチ」
1月1日生まれ。血液型はB型。原典では柔道家タイプで、基本パートナーは同じく柔道家タイプのおおくまと組んで登場する。本作ではパワーに特化したキャラクターに変わっている。起き上がりがやや早い上に打たれ強く、足の速さもくにおと互角。
いしづき：体力200
4月4日生まれ。血液型はO型。原典では格闘家タイプだが、「ある条件」を満たさないと登場しない。条件を満たすと、マーシャルアーツタイプの「ましば」と組んで登場する。HPは高めで、足のスピードは平均的。それ以外は格闘伝説出身キャラでありながらパンチ、キック共に他のメンバーに比べて低い、防御力も低く打たれ弱い、水中の息も長続きしない、必殺技もないなど短所が多い。
らいどう：体力190
12月20日生まれ。血液型はO型。原典ではカンフータイプで、格闘家タイプの「しばた」と組んで登場する。あんざわと同じタイプだけあってキック力はある。しかし足が遅い、立ち泳ぎも遅い、水中での息も長続きしない、必殺技もないなど短所が多い。

### サッカーチーム
『くにおくんの熱血サッカーリーグ』からの登場。各校サッカー部の出身だけあって皆キック力が高め。チームカラーは水色。応援ガールは熱血高校サッカー部マネージャーのみさこ。
おにたけ：体力220・必殺技「マッハ叩き」
おにたけ まさゆき。ヤクザ予備軍的なガラの悪い高校である山本興業高校サッカー部主将。本作ではサッカーチームのキャプテンを務めている。
さじ：体力230・必殺技「マッハキック」
さじ しょうご。メンバー全員が暴走族出身者で構成された死愚魔高校サッカー部主将。
げんえい：体力240
熱血高校サッカー部GK。「虹をも掴む男」の異名を持つ。起き上がりがやや早く、HPも高い。
うがじん：体力170
うがじん てるあき。原典では恐山商業高校のキャプテンとして登場。本作では足が遅く、必殺技もない。
かいずき：体力160
かいずき りょうじ。一本釣水産高校のキャプテンで、ねじり鉢巻がトレードマーク。起き上がりが早めだが、足が遅い。
かるろす：体力200・必殺技「天殺龍神拳」
サッカーリーグに登場した謎のブラジル人。サッカーリーグでは比較的強めのキャラクターだったが、本作では足がやや遅い。

### バスケットチーム
『熱血!すとりーとバスケット』に登場したキャラクター達で構成されたチームで、メンバーは全員外国人。チームカラーは黄色。応援ガールは運動会実行委員の森沢博子（もりさわ ひろこ）。
ジョニー：体力170
オクラホマハイスクールの生徒。初登場は『びっくり熱血新記録』だが、出典ではくにお、りき、ごだいと「熱血ダンクヒーローズ」を結成してバスケット大会に参加する。『新記録』ではもちづき並に足が速かったが、本作ではくにおと同じ走力になっている。起き上がりの速さがくにお・りき・おとなし並に早いが、キャプテンの割には体力・攻撃力共に低めの上、必殺技も無いので能力的には低い。
マイケル：体力210
ニューヨークキッズのリーダー。黄色い帽子とゴーグルがトレードマークで、性格はかなりのお調子者。本作ではもちづき並に足が速い。
ピエール：体力220・必殺技「人間魚雷」
フロリダエスパーズのリーダーで、アメリカ人とフランス人のハーフ。スキンヘッドが特徴で、起き上がり速度はジョニーと同じ。
アッシュ：体力250・必殺技「ハリケーンクラッシュ」
ネイビーシールズのリーダー。角張った顔が特徴的。体力がチーム内で最も多く、パワーと足の速さもそこそこだが起き上がりが遅いのが弱点。
ミック：体力230・必殺技「溜めパンチ」
サンフランシスコローズのリーダー。イラストでは色白の美少年だが、ゲーム上ではボディービルダーの様な体格に褐色の肌をしている。能力はにしむらとほぼ同じ（力は非常に高いが、走力・起き上がりの早さは非常に低い）。
わいきき：体力140
ハワイファイヤーズのメンバー。チーム内で最も体力が少なく打たれ弱い反面、スピードはもちづき・マイケルと同クラスでパンチ力とキック力も非常に高い。顔グラフィックは同チームの「へっど」の顔を流用している。

### 女の子チーム
各チームの応援ガールで構成されている為、メンバーは4名。全員体力は低い反面、各能力はそこそこ高い。また、起き上がりも早め。チームカラーはピンク。応援ガールはごうだの妹・豪田砂織（ごうだ さおり）。
ももぞの：体力140・必殺技「爆弾パンチ」
桃園里美（ももぞの さとみ）。熱血チームの応援ガールで、チームのキャプテン。パンチ力が高い。
しまだ：体力120・必殺技「マッハ叩き」
島田真美（しまだ まみ）。花園チームの応援ガールで、りきの彼女。チーム一の俊足を誇り、キック力も高い。
あいはら：体力130・必殺技「龍尾嵐風脚」
藍原静（あいはら しずか）。冷峰チームの応援ガール。走力がにしむら・まえだ・くまだ・ミックと同レベルの鈍足。
きりしま：体力110・必殺技「棒術スペシャル」
霧島裕子（きりしま ゆうこ）。連合チームの応援ガール。体力は全キャラクター中最低だが、パンチ力・キック力共に高め。

### たっぐチーム
とうどう、やまだの敵役2人組で構成されている。2人とも平均以上の体力と能力を有するが、必殺技が無いのが欠点。チームカラーは紫。応援ガールは運動会司会進行役の長谷部和美（はせべ かずみ）。
とうどう：体力240
藤堂護（とうどう まもる）。冷峰学園現生徒会長にして、今大会の実行委員長。力と体力はあるが、走力はやや低め。
やまだ：体力220
山田大樹（やまだ たいき）。冷峰学園前生徒会長。とうどうより力と体力は低いが、走力は高い。本作では武器が至る所に落ちているにもかかわらず、山田の術が使えない。